# Список міст і громад Істрійської жупанії

Істрійська жупанія на карті Хорватії

До складу Істрійської жупанії входять 10 міст і 31 громада. Їх загальна кількість становить 655 найменувань. Найбільшим за населенням містом жупанії є Пула, з 57 460 осіб за переписом 2011 року (місто є найбільшим на всьому півострові Істрія, невеликі частини якого входять також до складу Італії та Словенії).
Міста і громади Хорватії сформувалися ще 1992 року під час перебудови адміністративно-територіального устрою країни, коли було поділено більші громади. Вони є адміністративно-територіальною одиницею другого рівня (після жупаній).
Право отримати статус міста в Хорватії мають населені пункти, які налічують понад 10 000 жителів. Його мають і чимало міст, які не задовольняють цій вимозі, виходячи з їхнього історичного, економічного або географічного значення. До міської території також можуть входити прилеглі поселення, які становлять єдину соціальну, економічну та історичну спільність. Хорватське законодавство визначає громади (хорв. općina) як місцеві органи самоврядування, які створюються в районі, де кілька населених пунктів являють собою природне, економічне та соціальне утворення, пов'язане спільними інтересами населення цього району.
У списку зазначені міста та громади Істрійської жупанії, їхні назви хорватською та італійською (у разі, якщо остання є офіційною у місті або громаді відповідно до ратифікованої Хорватією Європейської хартії регіональних мов) мовами, площа, населення (за даними переписів 2001 і 2011 років), географічні координати адміністративних центрів, етнічний склад (зазначені народи, що становлять понад 1 % від населення громади за даними перепису 2011 року), положення відповідних адміністративно-територіальних одиниць на карті жупанії.

## Список міст і громад

### Міста
| Назва                                            | Зображення | Площа (км²) | Населення (за роками перепису) | Населення (за роками перепису) | Координати                                                              | Етнічний склад (2011)                                                                                    | Карта | Прим.         |
| Назва                                            | Зображення | Площа (км²) | 2001                           | 2011                           | Координати                                                              | Етнічний склад (2011)                                                                                    | Карта | Прим.         |
| ------------------------------------------------ | ---------- | ----------- | ------------------------------ | ------------------------------ | ----------------------------------------------------------------------- | --- | ----- | ------------- |
| Бузет хорв. Buzet                                |            | 167,00      | 6059                           | 6133                           | 45°24′30″ пн. ш. 13°57′53″ сх. д. / 45.408416° пн. ш. 13.964619° сх. д. | хорвати — 75,66 % босняки — 3,59 % словенці — 1,04 %                                                     |       | [ 11 ] [ 12 ] |
| Бує хорв. Buje італ. Buje                        |            | 97,0        | 5340                           | 5182                           | 45°24′32″ пн. ш. 13°39′27″ сх. д. / 45.408838° пн. ш. 13.657437° сх. д. | хорвати — 48,73 % італійці — 24,33 % серби — 3,49 % словенці — 3,28 % босняки — 2,61 % албанці — 1,27 %  |       | [ 13 ] [ 14 ] |
| Воднян хорв. Vodnjan італ. Dignano               |            | 102,0       | 5651                           | 6119                           | 44°57′31″ пн. ш. 13°51′04″ сх. д. / 44.958734° пн. ш. 13.851108° сх. д. | хорвати — 51,64 % італійці — 16,62 % босняки — 6,95 % цигани — 4,89 % серби — 3,95 % чорногорці — 1,57 % |       | [ 15 ] [ 16 ] |
| Лабин хорв. Labin                                |            | 71,7        | 12426                          | 11642                          | 45°05′36″ пн. ш. 14°07′18″ сх. д. / 45.093263° пн. ш. 14.121787° сх. д. | хорвати — 62,45 % босняки — 7,85 % серби — 2,47 % італійці — 2,36 %                                      |       | [ 17 ] [ 18 ] |
| Новиград хорв. Novigrad італ. Cittànova d'Istria |            | 26,2        | 4002                           | 4345                           | 45°18′56″ пн. ш. 13°33′43″ сх. д. / 45.315463° пн. ш. 13.561821° сх. д. | хорвати — 66,42 % італійці — 10,20 % албанці — 3,36 % серби — 2,83 % словенці — 2,09 %                   |       | [ 19 ] [ 20 ] |
| Пазин хорв. Pazin                                |            | 137,0       | 9227                           | 8638                           | 45°14′20″ пн. ш. 13°56′14″ сх. д. / 45.238875° пн. ш. 13.937280° сх. д. | хорвати — 78,63 % італійці — 1,16 %                                                                      |       | [ 21 ] [ 22 ] |
| Пореч хорв. Poreč італ. Parenzo                  |            | 139,0       | 17460                          | 16696                          | 45°13′40″ пн. ш. 13°35′33″ сх. д. / 45.227799° пн. ш. 13.592505° сх. д. | хорвати — 74,82 % серби — 3,39 % італійці — 3,23 % албанці — 2,67 % босняки — 1,95 %                     |       | [ 23 ] [ 24 ] |
| Пула хорв. Pula італ. Pola                       |            | 70,0        | 58594                          | 57460                          | 44°52′13″ пн. ш. 13°50′51″ сх. д. / 44.870249° пн. ш. 13.847376° сх. д. | хорвати — 70,14 % серби — 6,01 % італійці — 4,43 % босняки — 3,50 % албанці — 1,05 %                     |       | [ 25 ] [ 26 ] |
| Ровінь хорв. Rovinj італ. Rovigno                |            | 79,0        | 14234                          | 14294                          | 45°04′50″ пн. ш. 13°38′17″ сх. д. / 45.080462° пн. ш. 13.637993° сх. д. | хорвати — 63,34 % італійці — 11,25 % серби — 4,16 % албанці — 2,71 % босняки — 2,06 %                    |       | [ 27 ] [ 28 ] |
| Умаг хорв. Umag італ. Umago                      |            | 83,0        | 12901                          | 13467                          | 45°25′57″ пн. ш. 13°31′25″ сх. д. / 45.432626° пн. ш. 13.523517° сх. д. | хорвати — 60,35 % італійці — 14,57 % серби — 4,38 % босняки — 3,45 % словенці — 1,88 % албанці — 1,34 %  |       | [ 29 ] [ 30 ] |

### Громади
| Назва                                                                   | Зображення | Площа | Населення (за роками перепису) | Населення (за роками перепису) | Координати                                                              | Етнічний склад (2011)                                                                                  | Карта | Прим.         |
| Назва                                                                   | Зображення | Площа | 2001                           | 2011                           | Координати                                                              | Етнічний склад (2011)                                                                                  | Карта | Прим.         |
| ----------------------------------------------------------------------- | ---------- | ----- | ------------------------------ | ------------------------------ | ----------------------------------------------------------------------- | --- | ----- | ------------- |
| Бале хорв. Bale італ. Valle                                             |            | 82,1  | 1047                           | 1127                           | 45°02′29″ пн. ш. 13°47′07″ сх. д. / 45.041363° пн. ш. 13.785390° сх. д. | хорвати — 61,22 % італійці — 23,07 % босняки — 2,93 %                                                  |       | [ 31 ] [ 32 ] |
| Барбан хорв. Barban                                                     |            | 92,0  | 2802                           | 2721                           | 45°03′52″ пн. ш. 14°01′02″ сх. д. / 45.064345° пн. ш. 14.017234° сх. д. | хорвати — 75,23 %                                                                                      |       | [ 33 ] [ 34 ] |
| Бртонигла хорв. Brtonigla італ. Verteneglio                             |            | 32,0  | 1579                           | 1626                           | 45°22′45″ пн. ш. 13°37′30″ сх. д. / 45.379161° пн. ш. 13.624921° сх. д. | хорвати — 44,83 % італійці — 30,14 % словенці — 2,40 % серби — 1,85 % босняки — 1,23 %                 |       | [ 35 ] [ 36 ] |
| Вижинада хорв. Vižinada                                                 |            | 36,1  | 1137                           | 1158                           | 45°19′52″ пн. ш. 13°45′37″ сх. д. / 45.331054° пн. ш. 13.760234° сх. д. | хорвати — 64,59 % італійці — 7,60 %                                                                    |       | [ 37 ] [ 38 ] |
| Вишнян хорв. Višnjan італ. Visignano                                    |            | 65,0  | 2187                           | 2274                           | 45°16′35″ пн. ш. 13°43′13″ сх. д. / 45.276340° пн. ш. 13.720290° сх. д. | хорвати — 70,01 % італійці — 6,82 % серби — 1,10 %                                                     |       | [ 39 ] [ 40 ] |
| Врсар хорв. Vrsar італ. Orsera                                          |            | 24,0  | 2703                           | 2162                           | 45°08′58″ пн. ш. 13°36′18″ сх. д. / 45.149420° пн. ш. 13.605114° сх. д. | хорвати — 72,71 % серби — 3,93 % італійці — 2,73 % албанці — 1,99 %                                    |       | [ 41 ] [ 42 ] |
| Грачище хорв. Gračišće                                                  |            | 61,0  | 1433                           | 1419                           | 45°13′13″ пн. ш. 14°00′33″ сх. д. / 45.220142° пн. ш. 14.009058° сх. д. | хорвати — 78,79 %                                                                                      |       | [ 43 ] [ 44 ] |
| Грожнян хорв. Grožnjan                                                  |            | 66,0  | 785                            | 736                            | 45°22′55″ пн. ш. 13°43′33″ сх. д. / 45.381911° пн. ш. 13.725948° сх. д. | італійці — 39,40 % хорвати — 29,62 % словенці — 2,17 % серби — 1,22 %                                  |       | [ 45 ] [ 46 ] |
| Жминь хорв. Žminj                                                       |            | 72,0  | 3447                           | 3483                           | 45°08′36″ пн. ш. 13°54′26″ сх. д. / 45.143223° пн. ш. 13.907291° сх. д. | хорвати — 68,59 %                                                                                      |       | [ 47 ] [ 48 ] |
| Канфанар хорв. Kanfanar                                                 |            | 58,0  | 1457                           | 1543                           | 45°07′22″ пн. ш. 13°50′23″ сх. д. / 45.122850° пн. ш. 13.839807° сх. д. | хорвати — 75,31 % італійці — 2,01 %                                                                    |       | [ 49 ] [ 50 ] |
| Каройба хорв. Karojba                                                   |            | 35,0  | 1489                           | 1438                           | 45°18′03″ пн. ш. 13°49′21″ сх. д. / 45.300889° пн. ш. 13.822602° сх. д. | хорвати — 82,27 % італійці — 1,39 %                                                                    |       | [ 51 ] [ 52 ] |
| Каштелир-Лабинці хорв. Kaštelir-Labinci італ. Castellier-Santa Domenica |            | 32,0  | 1334                           | 1463                           | 45°18′04″ пн. ш. 13°41′25″ сх. д. / 45.301034° пн. ш. 13.690337° сх. д. | хорвати — 68,97 % італійці — 4,78 % серби — 1,57 %                                                     |       | [ 53 ] [ 54 ] |
| Кршан хорв. Kršan                                                       |            | 127,0 | 3264                           | 2951                           | 45°10′26″ пн. ш. 14°08′23″ сх. д. / 45.174024° пн. ш. 14.139699° сх. д. | хорвати — 72,55 % босняки — 7,35 % серби — 1,22 %                                                      |       | [ 55 ] [ 56 ] |
| Ланище хорв. Lanišće                                                    |            | 144,0 | 398                            | 329                            | 45°24′24″ пн. ш. 14°06′52″ сх. д. / 45.406556° пн. ш. 14.114345° сх. д. | хорвати — 92,40 % словенці — 1,22 %                                                                    |       | [ 57 ] [ 58 ] |
| Лижнян хорв. Ližnjan італ. Lisignano                                    |            | 54,0  | 2945                           | 3965                           | 44°49′44″ пн. ш. 13°57′27″ сх. д. / 44.829003° пн. ш. 13.957403° сх. д. | хорвати — 75,49 % італійці — 4,24 % серби — 3,28 % босняки — 1,44 %                                    |       | [ 59 ] [ 60 ] |
| Лупоглав хорв. Lupoglav                                                 |            | 94,0  | 929                            | 924                            | 45°20′58″ пн. ш. 14°06′33″ сх. д. / 45.349513° пн. ш. 14.109222° сх. д. | хорвати — 78,57 %                                                                                      |       | [ 61 ] [ 62 ] |
| Марчана хорв. Marčana                                                   |            | 134,0 | 3903                           | 4253                           | 44°57′19″ пн. ш. 13°57′18″ сх. д. / 44.955266° пн. ш. 13.955069° сх. д. | хорвати — 76,72 % босняки — 1,62 %                                                                     |       | [ 63 ] [ 64 ] |
| Медулин хорв. Medulin                                                   |            | 32,0  | 6004                           | 6481                           | 44°49′17″ пн. ш. 13°56′13″ сх. д. / 44.821373° пн. ш. 13.936928° сх. д. | хорвати — 73,97 % італійці — 3,60 % серби — 3,39 % албанці — 2,96 % босняки — 1,77 % словенці — 1,25 % |       | [ 65 ] [ 66 ] |
| Мотовун хорв. Motovun італ. Montona                                     |            | 30,3  | 983                            | 1004                           | 45°20′11″ пн. ш. 13°49′43″ сх. д. / 45.336368° пн. ш. 13.828553° сх. д. | хорвати — 62,05 % італійці — 9,76 %                                                                    |       | [ 67 ] [ 68 ] |
| Опрталь хорв. Oprtalj італ. Portole d'Istria                            |            | 60,9  | 981                            | 850                            | 45°22′53″ пн. ш. 13°49′21″ сх. д. / 45.381495° пн. ш. 13.822460° сх. д. | хорвати — 56,12 % італійці — 14,35 % словенці — 1,29 %                                                 |       | [ 69 ] [ 70 ] |
| Пичан хорв. Pićan                                                       |            | 51,0  | 1997                           | 1827                           | 45°12′06″ пн. ш. 14°02′31″ сх. д. / 45.201576° пн. ш. 14.041827° сх. д. | хорвати — 74,44 %                                                                                      |       | [ 71 ] [ 72 ] |
| Раша хорв. Raša                                                         |            | 80,0  | 3535                           | 3183                           | 45°04′51″ пн. ш. 14°05′08″ сх. д. / 45.080796° пн. ш. 14.085467° сх. д. | хорвати — 59,72 % босняки — 11,47 % серби — 1,41 % італійці — 1,32 %                                   |       | [ 73 ] [ 74 ] |
| Света Неделя хорв. Sveta Nedelja                                        |            | 59,9  | 2909                           | 2987                           | 45°08′25″ пн. ш. 14°06′42″ сх. д. / 45.140287° пн. ш. 14.111668° сх. д. | хорвати — 56,41 % босняки — 5,62 % італійці — 1,1 %                                                    |       | [ 75 ] [ 76 ] |
| Светий Ловреч хорв. Sveti Lovreč                                        |            | 54,0  | 1408                           | 1015                           | 45°10′31″ пн. ш. 13°44′38″ сх. д. / 45.175197° пн. ш. 13.743853° сх. д. | хорвати — 65,42 % італійці — 2,27 % серби — 1,38 %                                                     |       | [ 77 ] [ 78 ] |
| Светий Петар-у-Шумі хорв. Sveti Petar u Šumi                            |            | 15,0  | 1011                           | 1065                           | 45°10′54″ пн. ш. 13°51′48″ сх. д. / 45.181626° пн. ш. 13.863327° сх. д. | хорвати — 86,20 %                                                                                      |       | [ 79 ] [ 80 ] |
| Светвинченат хорв. Svetvinčenat                                         |            | 79,7  | 2218                           | 2202                           | 45°05′24″ пн. ш. 13°52′56″ сх. д. / 45.090054° пн. ш. 13.882152° сх. д. | хорвати — 65,89 % італійці — 1,82 %                                                                    |       | [ 81 ] [ 82 ] |
| Тар-Вабрига хорв. Tar-Vabriga італ. Torre-Abrega                        |            | 27,0  | —                              | 1990                           | 45°18′02″ пн. ш. 13°37′35″ сх. д. / 45.300605° пн. ш. 13.626424° сх. д. | хорвати — 62,71 % італійці — 9,80 % серби — 3,32 %                                                     |       | [ 83 ] [ 84 ] |
| Тинян хорв. Tinjan                                                      |            | 54,0  | 1770                           | 1684                           | 45°13′05″ пн. ш. 13°50′21″ сх. д. / 45.218117° пн. ш. 13.839099° сх. д. | хорвати — 75,06 % італійці — 1,07 %                                                                    |       | [ 85 ] [ 86 ] |
| Фажана хорв. Fažana італ. Fasana                                        |            | 13,00 | 3050                           | 3635                           | 44°55′40″ пн. ш. 13°48′12″ сх. д. / 44.927761° пн. ш. 13.803276° сх. д. | хорвати — 71,72 % серби — 5,50 % італійці — 4,76 % босняки — 2,39 %                                    |       | [ 87 ] [ 88 ] |
| Фунтана хорв. Funtana італ. Fontane                                     |            | 7,9   | —                              | 907                            | 45°10′28″ пн. ш. 13°36′18″ сх. д. / 45.174347° пн. ш. 13.605117° сх. д. | хорвати — 76,52 % босняки — 3,97 % серби — 2,32 % італійці — 1,76 % албанці — 1,65 %                   |       | [ 89 ] [ 90 ] |
| Церовлє хорв. Cerovlje                                                  |            | 106,0 | 1745                           | 1677                           | 45°16′40″ пн. ш. 14°00′45″ сх. д. / 45.277728° пн. ш. 14.012370° сх. д. | хорвати — 80,74 %                                                                                      |       | [ 91 ] [ 92 ] |